# Maorita
Maorita is een geslacht van vliesvleugeligen uit de familie Pteromalidae. De wetenschappelijke naam van dit geslacht is voor het eerst geldig gepubliceerd in 1988 door Boucek.

## Soorten
Het geslacht Maorita is monotypisch en omvat slechts de volgende soort:
- Maorita reticulata Boucek, 1988